# Валтер фон Брокдорф-Алефелд
Валтер Курт Тило Граф фон Брокдорф-Алефелд (на немски: Walter Kurt Thilo Graf von Brockdorff-Ahlefeldt; * 13 юли 1887 в Перлеберг; † 9 май 1943 в Берлин) е немски генерал от пехотата, служещ по време на Втората световна война.
Той е вторият син на граф Ернст Фридрих Карл фон Брокдорф (1854 – 1931) и съпругата му Елизабет фон Ягов (1861 – 1953), дъщеря на Юлиус фон Ягов и Текла Мария фон Виламовиц-Мьолендорф. Внук е на граф Конрад Фридрих Готлиб фон Брокдорф-Алефелд (1823 – 1909) и графиня София Луиза Юлиана Ернестина фон Ранцау (1829 – 1898).
Валтер Граф фон Брокдорф-Алефелд се разболява през ноември 1942 г. и се връща в Германия. Умира на 9 май 1943 г. в 123-та Военна болница, Зехлендорф (Берлин).

## Фамилия
Валтер Курт Тило фон Брокдорф се жени 1923 g. за Мария фон дер Остен (* 20 октомври 1891 в Померания; † 23 октомври 1962), дъщеря на пруския камерхер Фридрих Вилхелм фон дер Остен (1842 – 1928) и графиня Мария фон Айкщет-Петерсвалдт (1860 – 1948). Те имат три деца:
- Кай Лоренц Фридрих Вилхелм Ернст фон Брокдорф (* 2 май 1924), журналист
- Ханс Хенинг фон Брокдорф (* 23 септември 1926)
- Ирена Хенриета Мария Елизабет фон Брокдорф (* 23 февруари 1933)

## Награди
- Железен кръст – II и I степен (1914 г.)
- Значка за раняване – черна (1918 г.)
- Кръст на честта
- Медал източен фронт
- Демянски щит
- Пръчици към Железния кръст – (1939 г.)
  - II степен (24 септември 1939 г.)
  - I степен (12 май 1940 г.)
- Рицарски кръст с дъбови листа, мечове и диаманти
  - Носител на Рицарски кръст (15 юли 1941 г.) като Генерал от пехотата и командир на 2-ри армейски корпус
  - Носител на дъбови листа №110 (27 юни 1942 г.) като Генерал от пехотата и командир на 2-ри армейски корпус